# Jukteśwar Giri
Jukteśwar Giri, śri Jukteśwar Giri (ur. 10 maja 1855, zm. 9 marca 1936) – indyjski jogin, swami zakonu Giri, mistrz duchowy Paramahansy Joganandy, astrolog wedyjski (dźjotisz). Jego guru był Lahiri Mahaśaja. Jukteśwar otrzymał od swego ucznia tytuł: „Dźńanawatar”, co oznacza „zstąpienie (awatara) mądrości (dźńana)”.

## Życiorys
Śri Jukteśwar urodził się pod imieniem Priyanath Karar w Serampore, w Indiach. Jego rodzicami byli Ksethranath Karar i Kadambini Karar. Ojciec Priyanatha umarł wcześnie. Priyanath studiował na Christian Missionary College w Serampore, gdzie zaczął się interesować Biblią.
Priyanath ożenił się i miał córkę. Kilka lat po ślubie jego żona umarła. Jakiś czas później dołączył do zakonu swamich tradycji Giri.
W 1884 roku spotkał swego guru – Lahiriego Mahaśaję, który zainicjował go w krijajogę.
W 1894 roku Śri Jukteśwar spotkał Mahawatara Babadźi podczas święta Kumbhamela w Allahabadzie. Babadźi poprosił go, aby napisał książkę porównującą święte pisma chrześcijańskie i hinduistyczne. W tym samym roku Śri Jukteśwar ukończył tę książkę i nazwał ją „Kaiwalja darsanam”, inaczej „Święta nauka”.
Śri Jukteśwar napisał wiele książek z dziedziny oświaty.
W 1903 roku Śri Jukteśwar założył aśram w Puri, w stanie Orisa.
Śri Jukteśwar umarł w swym aśramie w Puri 9 marca, 1936 roku. Tam też znajduje się jego świątynia mahasamadhi (grobu).

## „Święta nauka”
W 1894 roku Śri Jukteśwar, na prośbę Mahawatara Babadźi, napisał Święta nauka. Jej przewodnim tematem jest porównanie nauczania chrześcijaństwa i hinduizmu. Analogicznie do Jogasutry Patańdźalego składa się z czterech rozdziałów zawierających sutry i ich rozwinięte komentarze.

## Śri Jukteśwar Giri w popularnej kulturze
- Śri Jukteśwar pojawia się w lewym górnym rogu na okładce albumu zespołu The Beatles Sgt. Pepper’s Lonely Hearts Club Band